# Zouqu (köpinghuvudort i Kina, Jiangsu Sheng, lat 31,80, long 119,84)
Zouqu (kinesiska: 邹区, 邹区镇) är en köpinghuvudort i Kina. Den ligger i provinsen Jiangsu, i den östra delen av landet, omkring 100 kilometer öster om provinshuvudstaden Nanjing. Antalet invånare är 97 530. Befolkningen består av 46 697 kvinnor och 50 833 män. Barn under 15 år utgör 12,0 %, vuxna 15-64 år 80 %, och äldre över 65 år 7,0 %.
Runt Zouqu är det tätbefolkat, med 982 invånare per kvadratkilometer. Närmaste större samhälle är Changzhou, 11,1 km öster om Zouqu. Trakten runt Zouqu består till största delen av jordbruksmark.
Genomsnittlig årsnederbörd är 1 525 millimeter. Den regnigaste månaden är juli, med i genomsnitt 289 mm nederbörd, och den torraste är januari, med 43 mm nederbörd.